# Siembra vaginal
La siembra vaginal o microparto es un procedimiento por el cual los flujos de la vagina  (y por lo tanto los microorganismos vaginales) son aplicados a los recién nacidos que nacen por medio de la cesárea.
El objetivo es crear una bioma (microbiota) que sea equivalente a la que tiene un bebé que nace vaginalmente. El microbioma es la colección de bacterias, virus, hongos y arqueas que tiene una persona. Y hay una diferencia notable entre los microbiomas de los bebés que nacen por vía vaginal y los que lo hacen por cesárea. Esto gracias a algunas investigaciones que han mencionado una relación entre los bebés que nacen por medio de cesárea y un mayor porcentaje de asma, propensión a tener sobrepeso y un mayor riesgo de trastornos inmunes y metabólicos, como alergias. Concretamente, un estudio en Noruega encontró que los bebés nacidos por cesárea tienen un 52% más de probabilidad de sufrir de asma que los nacidos por parto vaginal.
Con el proyecto de investigación llamado:"Baby Biome Study"; Peter Brocklehurst, de la Universidad de Birmingham, en Inglaterra, busca encontrar como los microbios influyen el sistema inmunológico de los bebés en los primeros años de vida

## Riesgos
Los fluidos vaginales pueden tener una gran variedad de agentes biológicos patógenos y por lo tanto hay un riesgo de causar una infección al momento de hacer el procedimiento.
Una editorial en el BMJ (British Medical Journal), concluyó que «el pequeño riesgo de dañar no puede ser justificado sin la evidencia del beneficio». Asimismo, mencionaron que se corre el riesgo de transferir bacterias, como la clamidia y la de la gonorrea, o el virus del herpes simple, que pueden ocasionar infecciones graves.
Doctores en Dinamarca y el Reino Unido, han afirmado que existe poca evidencia para sustentar la siembra vaginal y que hay más probables riesgos que beneficios.